# Vöcklabruck
Vöcklabruck è un comune austriaco di 12 769 abitanti nel distretto di Vöcklabruck, in Alta Austria, del quale è capoluogo; ha lo status di città capoluogo di distretto (Bezirkshauptstadt).

## Amministrazione

### Gemellaggi
- Český Krumlov
- Hauzenberg
- Slovenj Gradec